# Ele Não

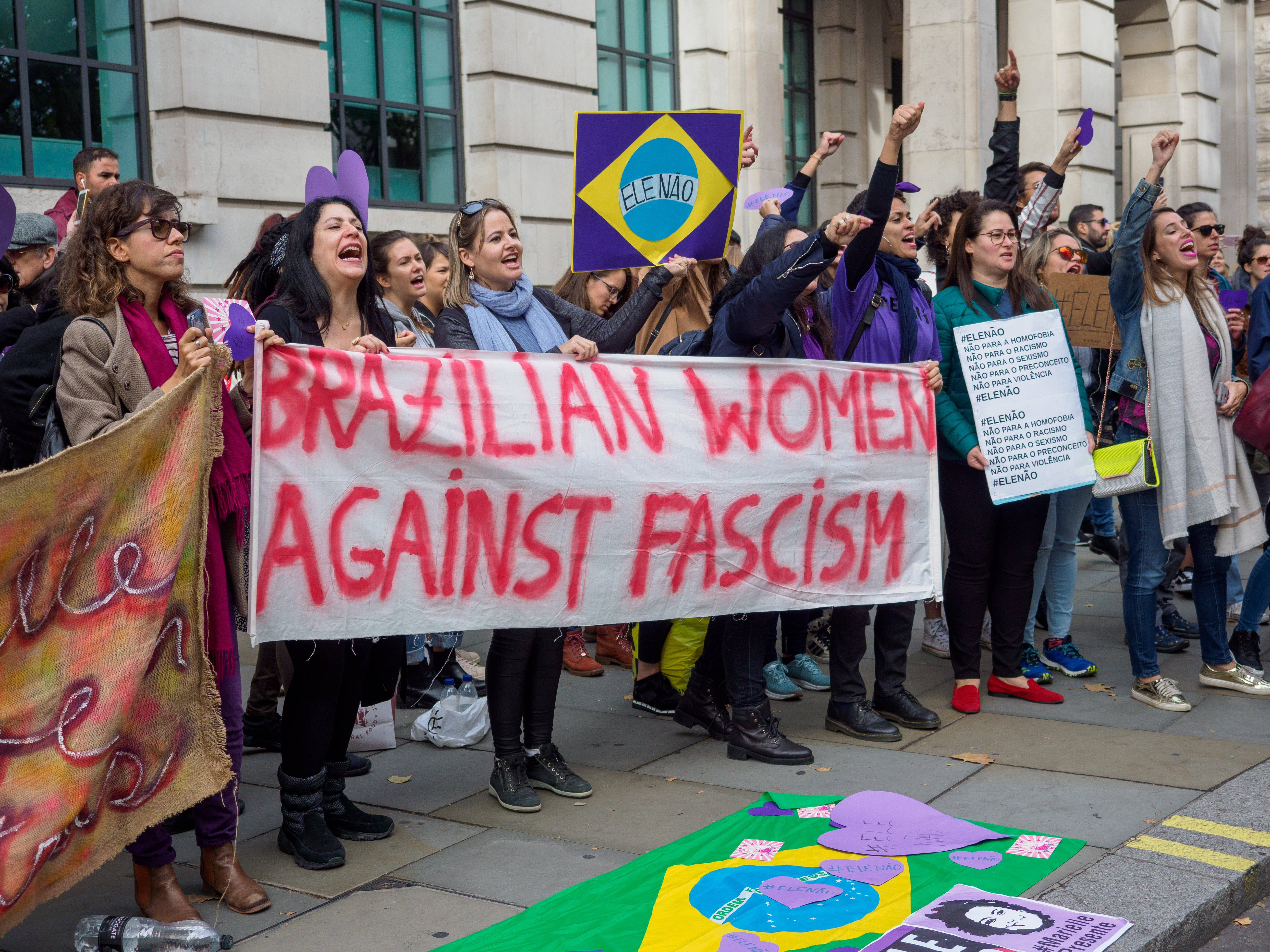
Protesta contro Bolsonaro a Londra

Il movimento #EleNão (in portoghese: "non lui"), noto anche come le proteste contro Jair Bolsonaro, è stato formato da un insieme di manifestazioni guidate da donne che hanno avuto luogo in diverse regioni del Brasile e, con minore intensità, in altri paesi. L'obiettivo principale era quello di protestare contro Jair Bolsonaro e la sua campagna presidenziale. Le proteste, avvenute il 29 settembre 2018, sono state le più numerose da parte delle donne in Brasile e hanno riscontrato la più grande concentrazione popolare durante le elezioni generali brasiliane del 2018.
Le proteste hanno cominciato ad organizzarsi nei servizi di social network, principalmente nel gruppo di Facebook "Mulheres contra Bolsonaro" ("Donne contro Bolsonaro"). Le principali motivazioni riguardavano le numerose dichiarazioni sessiste del candidato e le sue minacce alla democrazia. Anche movimenti sociali, gruppi femministi e partiti politici hanno sostenuto e preso parte alle manifestazioni. Inoltre, in città di altri paesi come New York, Barcellona, Berlino e Parigi sono state organizzate a loro volta delle proteste.

## Contesto storico
Bolsonaro, poi eletto presidente del Brasile, è conosciuto sia nel paese che all'estero per le sue osservazioni denigratorie riguardanti le donne e altre minoranze, così come gli omosessuali e le persone di diverse etnie.
In un'intervista con Zero Hora nel 2015, Bolsonaro ha sostenuto che uomini e donne non dovrebbero ricevere gli stessi stipendi, perché le donne rimangono incinte, aggiungendo che crede che la legge federale che impone il congedo di maternità retribuito danneggi la produttività del lavoro. In seguito ha negato di dire che le donne dovrebbero ricevere meno degli uomini, affermando che si trattasse di dati statistici di IBGE, un istituto di ricerca brasiliano.

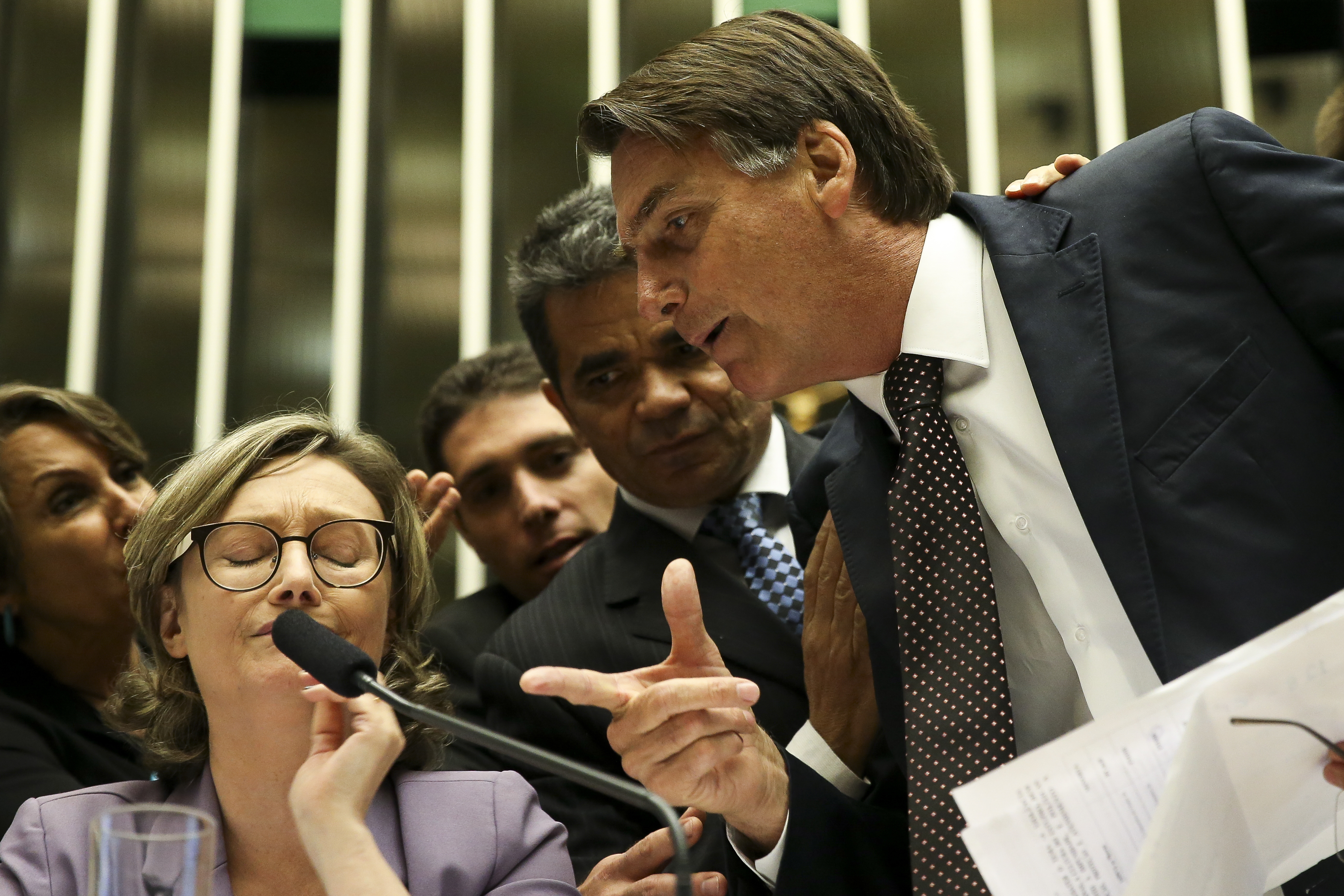
Bolsonaro mentre discute con la deputata federale Maria do Rosário alla Camera dei deputati, 14 settembre 2016

Il presidente Bolsonaro aveva già quattro figli quando nacque la sua prima figlia e, in un discorso pubblico nell'aprile 2017, ha dichiarato, in tono goliardico, di aver generato la figlia da "un momento di debolezza".
Inoltre, ha suscitato polemiche per una serie di osservazioni fatte a proposito del deputato federale e ex ministro dei diritti umani Maria do Rosário durante un dibattito al Congresso: ha affermato che i minori d'età dovrebbero essere trattati come adulti se commettono crimini atroci come omicidio o stupro. La deputata, che prima ha difeso uno stupratore in un caso di stupro accorso in Brasile da parte di un minorenne in quanto "vittima della società", ha risposto definendo lo stesso Bolsonaro di "stupratore" e Bolsonaro dichiarò quindi che la deputata Rosário "non valeva la pena di essere violentata; è molto brutta". Queste osservazioni misogine hanno suscitato una forte condanna in tutto il Brasile, oltre ad aver fatto processare e condannare Bolsonaro in un tribunale federale nel settembre 2015 per danni morali contro la Rosário.
Nel giugno 2016, la Corte suprema federale ha risposto a una denuncia presentata dal procuratore generale e ha deciso di avviare due azioni penali contro Bolsonaro: la Corte ha stabilito che aveva potenzialmente incitato allo stupro e diffamato l'onore della collega deputata. Ha dovuto affrontare una pena fino a 6 mesi di prigione e una multa. Alla fine, nell'agosto 2017, la corte d'appello ha confermato il verdetto che ha dichiarato colpevole Bolsonaro e lo ha condannato a pagare una multa a Rosário di 10.000 R$ (approssimativamente equivalente a 1.590 €). Questa causa è stata respinta dal Tribunale Federale Supremo poiché Bolsonaro è stato eletto come presidente nel 2019 e ha acquisito l'immunità diplomatica.

## L'hashtag

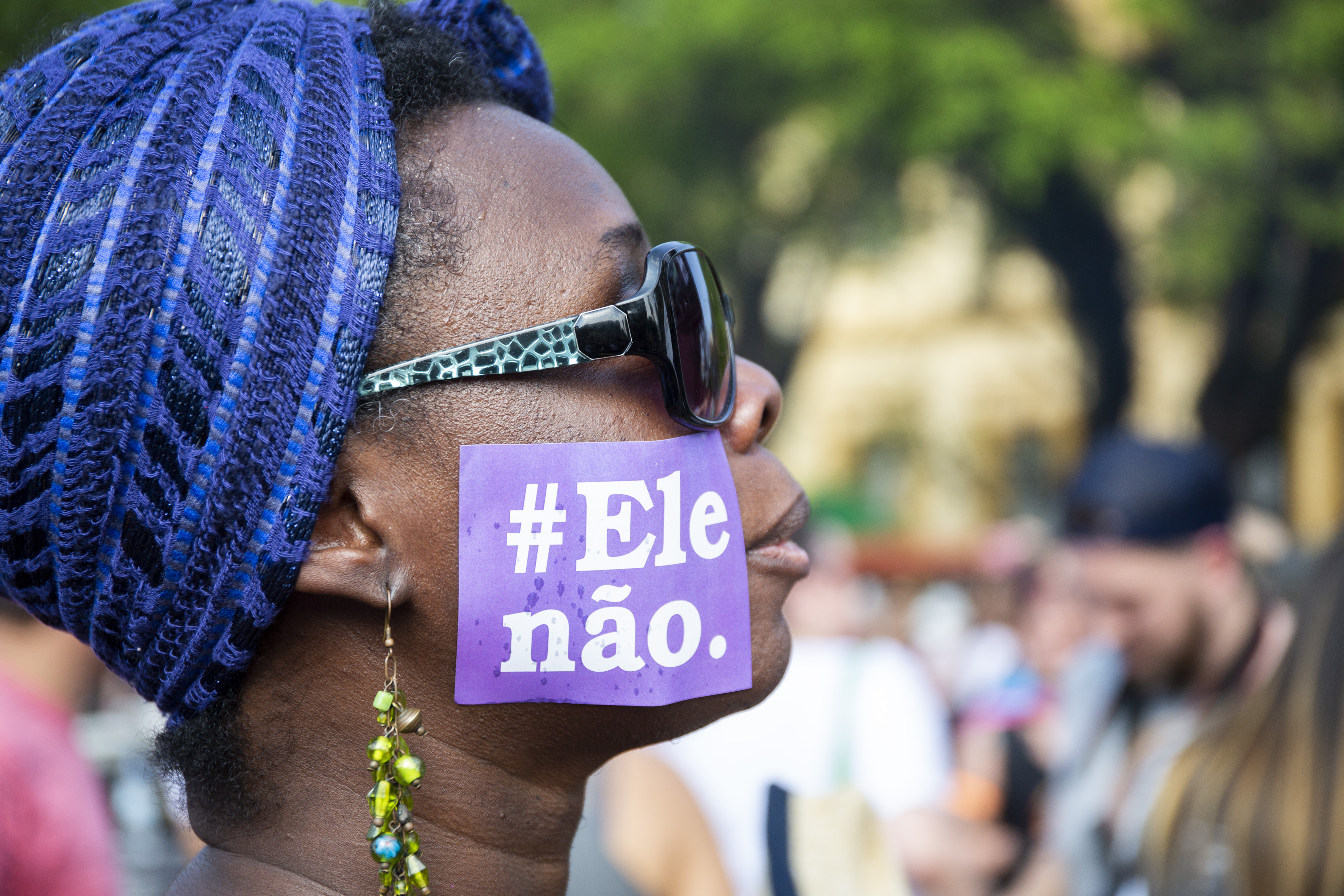
Manifestante a Porto Alegre con l'hashtag #EleNão

L'hashtag #EleNão è stato creato in Brasile il 12 settembre 2018 dal gruppo facebook "Mulheres Unidas Contra Bolsonaro". In soli 12 giorni, è stato utilizzato più di 1,2 milioni di volte nei tweet pro e contro Bolsonaro, anche tra celebrità nazionali e internazionali.
Il 16 settembre 2018 l'uso dell'hashtag ha raggiunto il suo apice, subito dopo l'attacco di un hacker contro il gruppo Facebook.
Madonna è stata una delle celebrità internazionali che hanno preso parte al movimento: ha pubblicato sul suo profilo Instagram un'immagine in cui appare con la bocca sigillata da un nastro con la scritta "libertà". Sopra, recita in portoghese "Ele não vai nos desvalorizar, ele não vai nos calar, ele não vai nos oprimir" (Lui non ci svaluterà, lui non ci farà tacere, lui non ci opprimerà).

## Galleria d'immagini

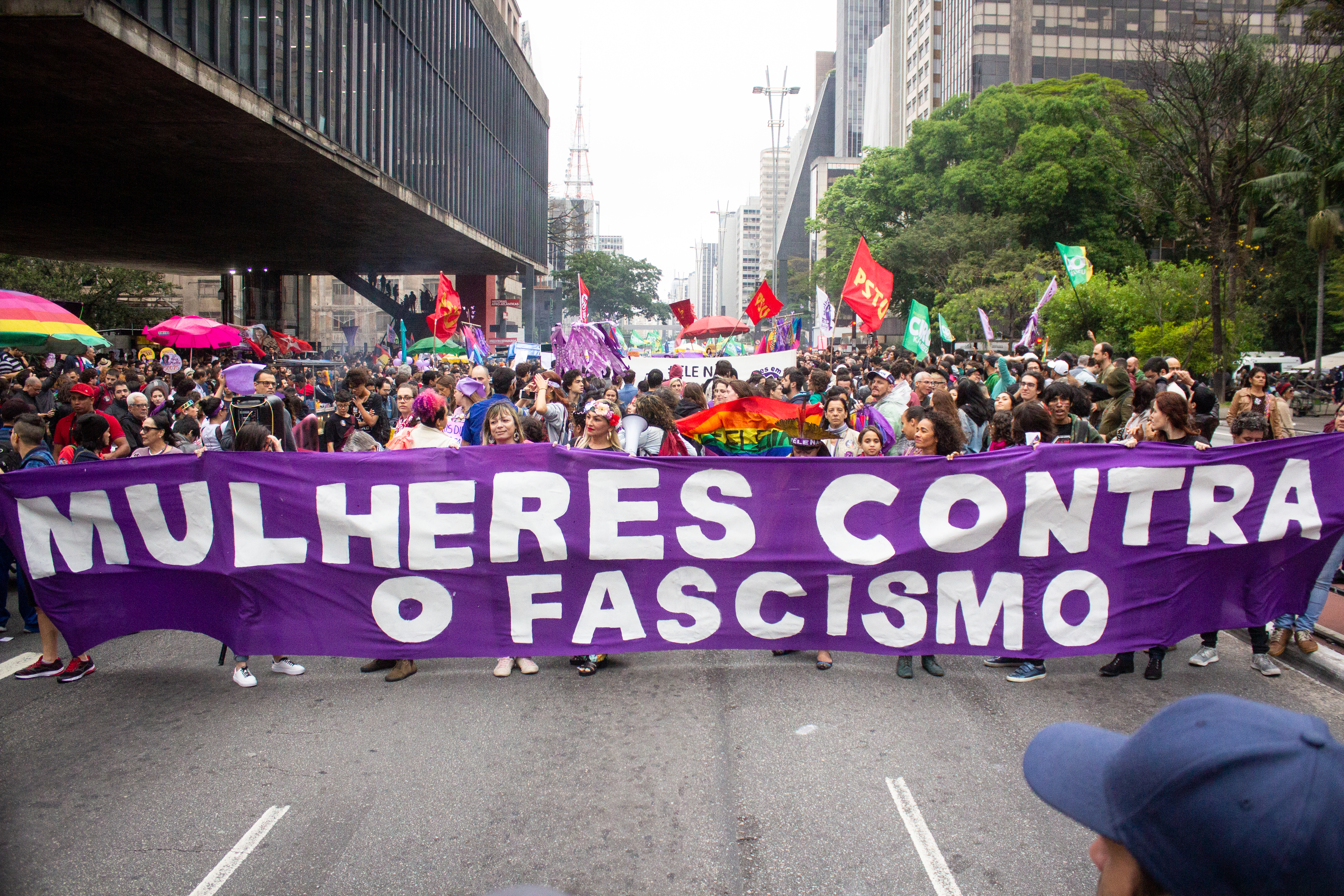
Manifestazione del 7 ottobre 2018
Manifestanti a Largo de Batata, San Paolo
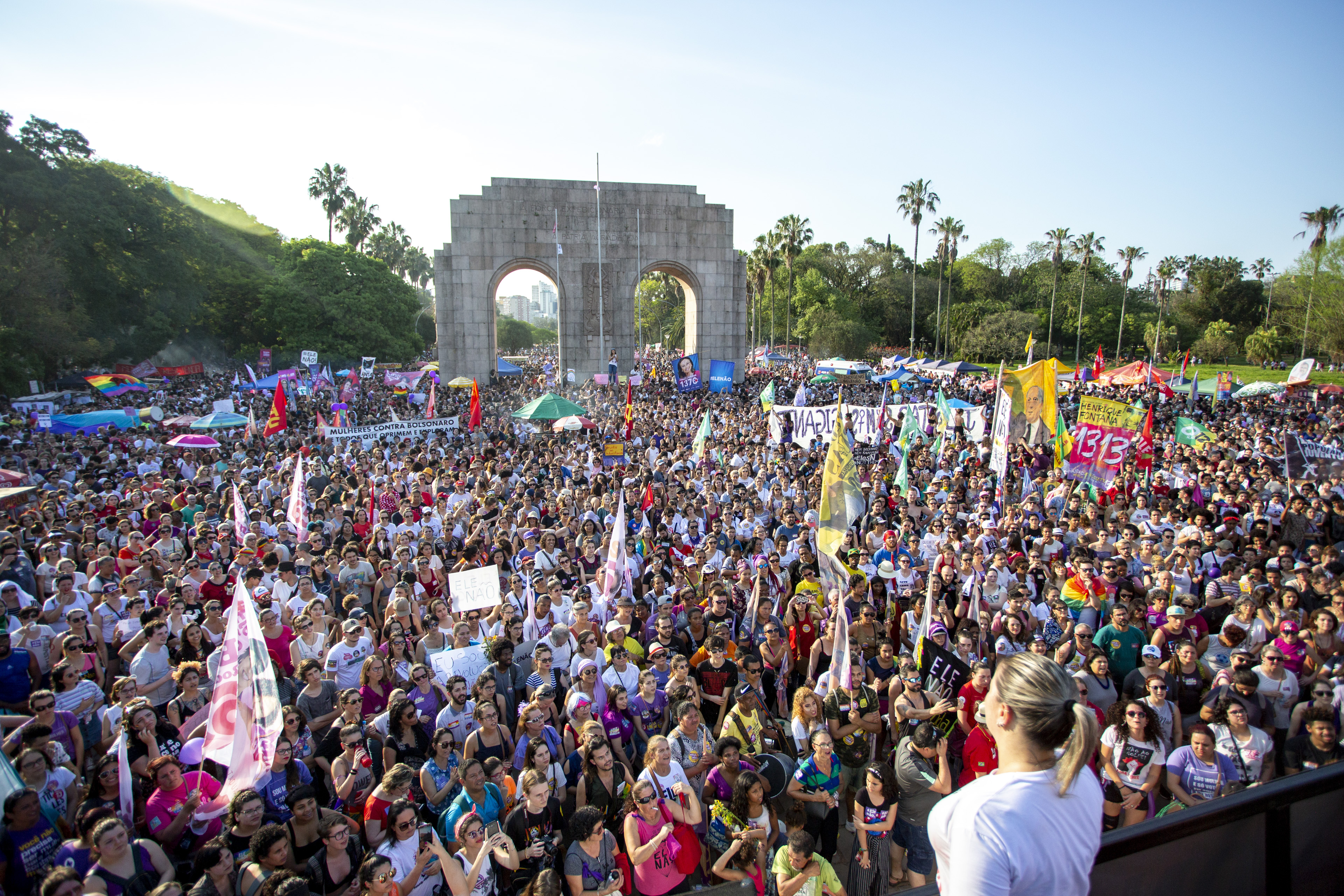
Manifestanti a Porto Alegre il 29 settembre 2018
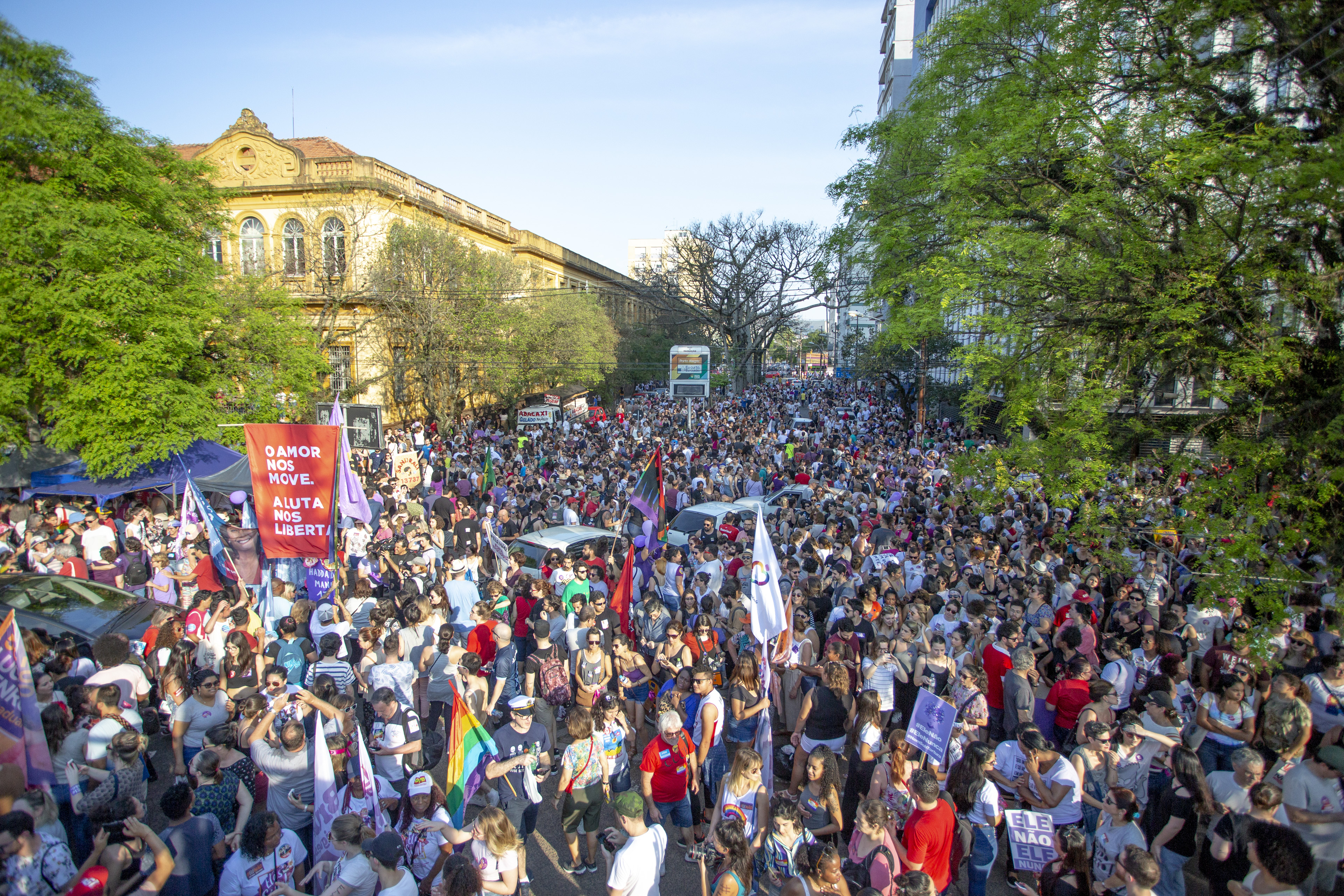
Folla di manifestanti a Porto Alegre